# Cyathea gardneri
Cyathea gardneri är en ormbunkeart som beskrevs av William Jackson Hooker och David Bruce Lellinger. Cyathea gardneri ingår i släktet Cyathea och familjen Cyatheaceae. Inga underarter finns listade.